# Банана, Яя
Яя Банана (фр. Yaya Banana; род. 29 июля 1991[…] или 9 июля 1991, Маруа) — камерунский футболист, защитник клуба «Бенгалуру» и сборной Камеруна.

## Клубная карьера
В футболе Банана дебютировал в 2008 году за команду «Ашиль» (Яунде), в которой провёл один сезон. Своей игрой за эту команду привлёк внимание представителей тренерского штаба тунисского клуба «Эсперанс», в состав которого присоединился в 2009 году. Отыграл за команду из столицы Туниса следующие три сезона своей карьеры. После слухов, связывающих его с гигантом чемпионата Англии, «Лидс Юнайтед», 17 января 2012 года Банана подписал контракт с «Сошо». Яя был отправлен в аренду на сезон 2013/14 в швейцарский клуб «Лозанна». 30 июля 2014 года он подписал контракт с греческим «Платаниасом». Он сразу стал бесспорным лидером обороны клуба. 1 февраля 2022 года было объявлено, что индийский клуб «Бенгалуру» подписал с футболистом краткосрочный контракт на оставшуюся часть сезона Индийской Суперлиги 2021/2022.

## Карьера в сборной
С 2008 года Банана регулярно вызывается в молодёжную сборную Камеруна. В 2009 году на чемпионате мира до 20 лет в Египете забил первый мяч за сборную в ворота молодёжной сборной Германии. В 2011 году принимал участие в чемпионате мира по футболу среди молодёжных команд в Колумбии.
Банана дебютировал за национальную сборную Камеруна в товарищеском матче против Таиланда в марте 2015 года. 11 ноября 2017 года Банана забил первый гол за сборную Камеруна в ворота Замбии. Летом 2019 года на Кубке африканских наций в Египте, Яя был вызван в состав своей национальной сборной. В первом матче против Гвинеи-Бисау он забил гол на 66-й минуте, а команда победила 2:0.